# Жервінчик плямистий
Жерві́нчик плямистий (Eremopterix signatus) — вид горобцеподібних птахів родини жайворонкових (Alaudidae). Мешкає в Східній Африці.

## Опис

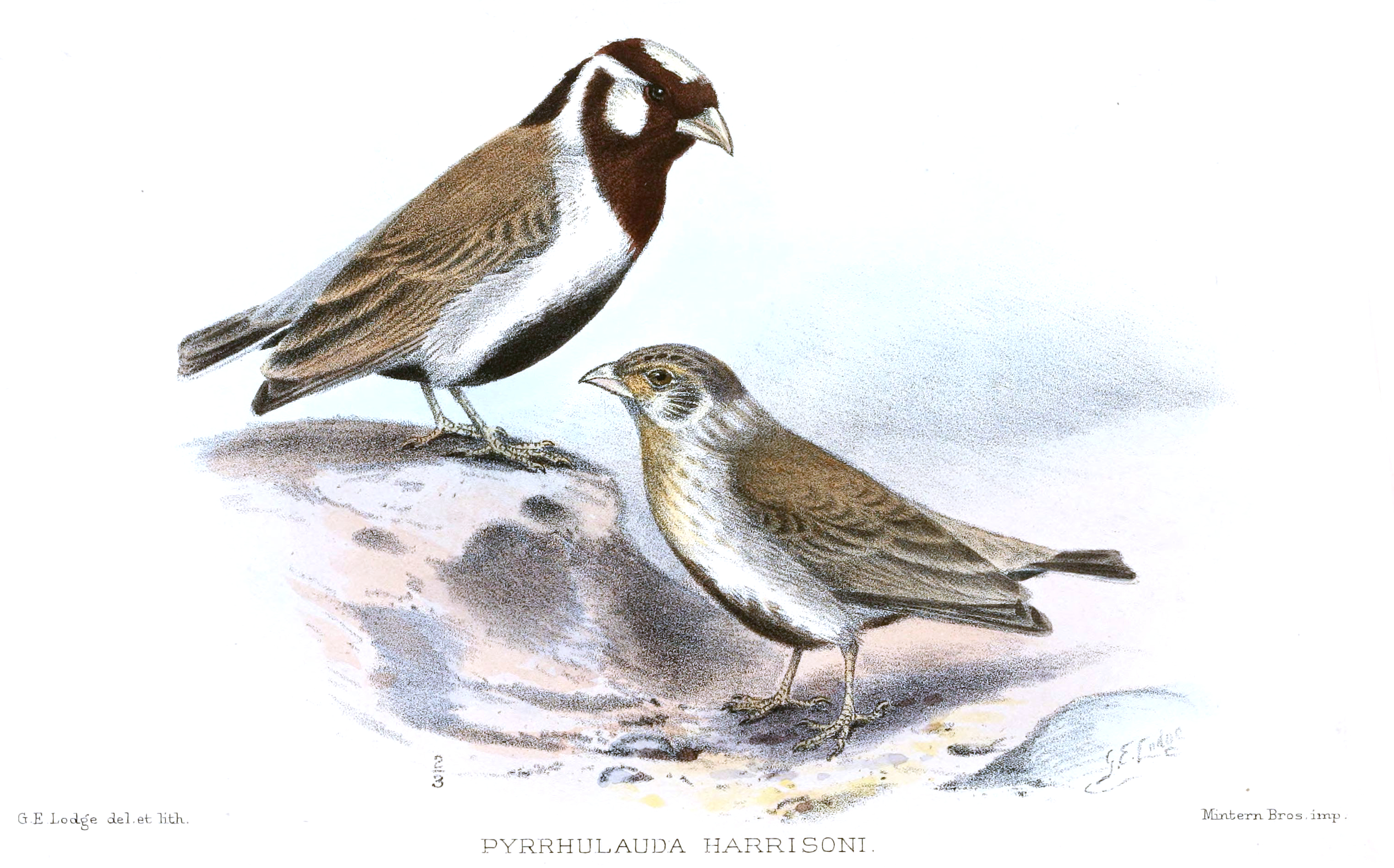
Пара плямистих жервінчиків

Довжина птаха становить 11,5-12 см, вага 15-16 г. Довжина хвоста становить 43-56 мм, довжина дзьоба становить 10-12,5 мм. Виду притаманний статевий диморфізм. 
У самців голова, підборіддя і горло каштанові, на тімені велика біла пляма, щоки, скроні і задня частина шиї білі. Верхня частина тіла піщана або коричнева, по центру спини проходить темно-коричнева смуга. Нижня частина тіла каштанова, груди з боків і живіт білуваті. Крила коричневі, на внутрішніх першорядних і на усіх другорядних махових перах світлі смужки. Хвіст коричневий, центральна пара стернових пер дещо світліша з рудувато-коричним кінчиками. Шості (крайні) стернові пера мають білі зовнішні опахала, остання третина на внутрішніх опахалах у них також біла. Райдужки карі, дзьоб світло-сірий або білуватий.
Самиці мають подібне забарвлення. однак каштанові плями і смуги в їх оперенні відсутні. Обличчя у них поцятковане нечіткими смужками, щоки і скроні не білі, а сірувато-коричневі. Нижня частина тіла білувата, по центру живота поцяткована темними смужками. Крила і хвіст такі ж, як у самців. Забарвлення молодих птахів є подібне до забарвлення самиць.

## Підвиди
Виділяють два підвиди:
- E. s. harrisoni (Ogilvie-Grant, 1900) — південний схід Південного Судану і північний захід Кенії;
- E. s. signatus (Oustalet, 1886) — схід і південь Ефіопії, Сомалі і схід Кенії.

## Поширення і екологія
Плямисті жервінчики мешкають в Ефіопії, Південному Судані, Сомалі і Кенії. Вони живуть в піщаних і лавових пустелях, на сухих кам'янистих пустищах, порослих чагарниками, і на сухих низькотравних луках, на висоті до 1500 м над рівнем моря. Зустрічаються парами або невеликими зграйками до 40 птахів, часто поблизу води. Живляться насінням трав і комахами, шукають їжу на землі. Моногамні, гніздяться з квітня по липень. В цей час самці виконують демонстраційні польоти, підіймаючись на висоті 6-10 м над землею. Як і інші жайворонки, плямисті жервінчики гніздяться на землі. В кладці від 3 до 5 яєць.